# Morville-lès-Vic
Morville-lès-Vic – miejscowość i gmina we Francji, w regionie Grand Est, w departamencie Mozela.
Według danych na rok 1990 gminę zamieszkiwało 99 osób, a gęstość zaludnienia wynosiła 12 osób/km² (wśród 2335 gmin Lotaryngii Morville-lès-Vic plasuje się na 946. miejscu pod względem liczby ludności, natomiast pod względem powierzchni na miejscu 727.).